# حسنجيك (أديامان)
حسنجيك (بالتركية: Hasancık)‏ هي قرية تتبع إداريّاً لمديرية أديامان في محافظة أديامان التركية الواقعة في جنوب شرق الأناضول. وبلغ عدد سكانها 527 نسمة في عام 2021.